# شهلا حبيبي

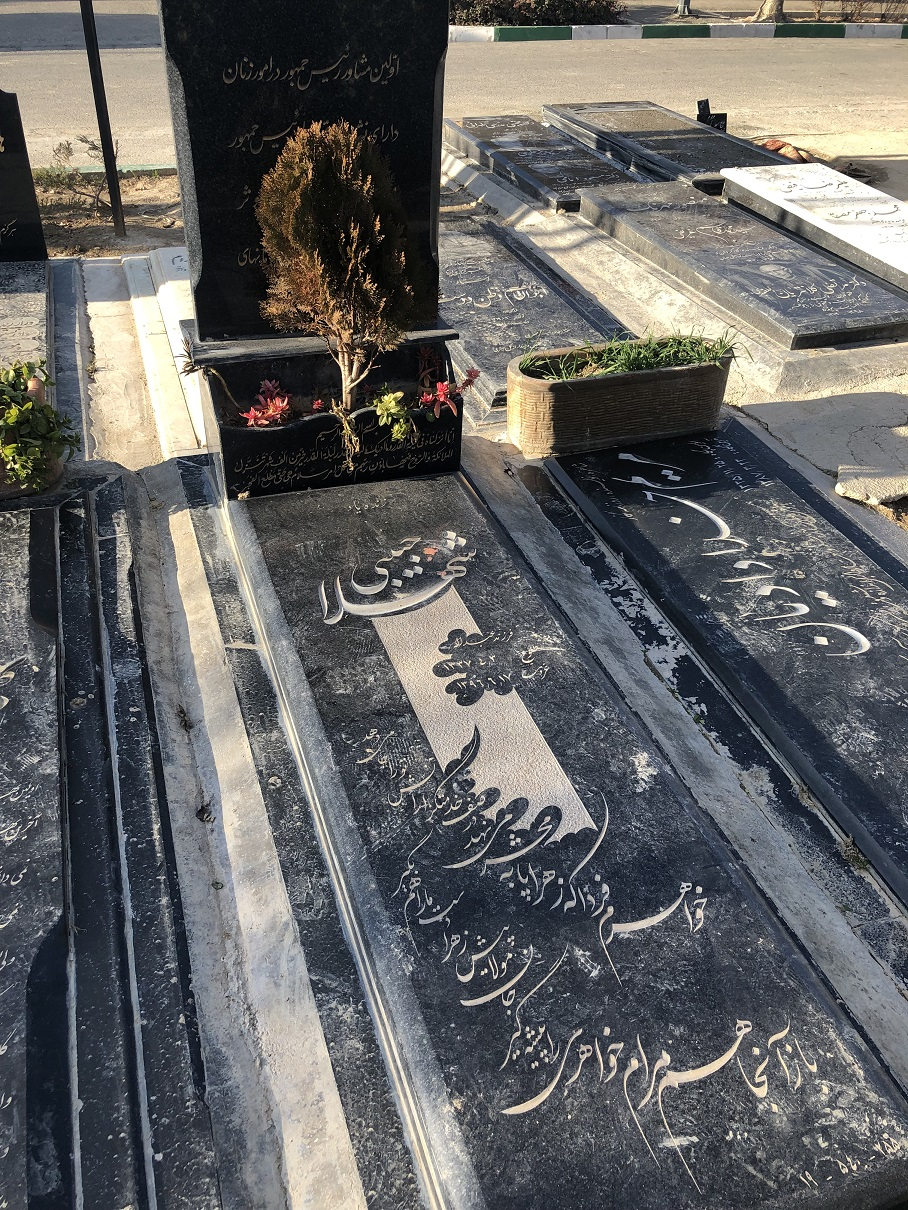
توفيت عن عمر 59 سنة

شهلا حبيبي (1958توفيت 6 سبتمبر 2017 ) المستشارة الرئاسية لشؤون المرأة الإيرانية من 1995 إلى 1999.  كانت عضوًا سابقًا في المجلس المركزي حزب المؤتلفة الإسلامية . 

## مسار

### مستشارة رئاسية
في عام 1995 ، عين الرئيسأكبر هاشمي رفسنجاني شهلا حبيبي مستشارة رئاسية لشؤون المرأة.

### التمثيل النسائي في الحكومة الإيرانية
حصّلت منصبًا وزاريًا في عهد الرئيس خاتمي . وشغلت هذا المنصب فيما بعد زهرة شجاعي في عهد الرئيس خاتمي ، ونسرين سلطان خواه في عهد الرئيس محمود أحمدي نجاد .

### وكالة أنباء جمهورية إيران الإسلامية النسائية
أصبحت مديرة وكالة أنباء المرأة في جمهورية إيران الإسلامية المنشأة في التسعينيات لإيصال المعلومات النسائية للإيرانيات.